# Equipas ciclistas Continentais-Temporada de 2019
Na temporada de 2019 registaram-se os seguintes equipas ciclistas de categoria Continental na União Ciclista Internacional:

## Lista de equipas

### Equipas africanas
| País          | Nome                        | Código UCI |
| ------------- | --------------------------- | ---------- |
| Argélia       | Team Sovac                  | CCS        |
| Angola        | BAI Sicasal Petro de Luanda | BSP        |
| Guiné-Bissau  | Guerciotti-Kiwi Atlántico   | GUE        |
| Ruanda        | Benediction Excel Energy    | BEX        |
| África do Sul | ProTouch                    | PRÓ        |
| África do Sul | TEG Procycling Team         | TEG        |

| País      | Nome                                          | Código UCI |
| --------- | --------------------------------------------- | ---------- |
| Argentina | Associação Civil Mardan                       | ACM        |
| Argentina | Associação Civil Agrupamento Virgen de Fátima | AVF        |
| Argentina | Equipa Continental Municipalidad de Pocito    | EMP        |
| Argentina | Municipalidad de Rawson                       | MRW        |
| Argentina | Sindicato de Empleado Públicos de San Juan    | SEP        |
| Bolívia   | Deprisa Team                                  | DPA        |
| Bolívia   | Start Cycling Team                            | STF        |
| Brasil    | São Francisco Saúde/Klabin/SME Ribeirão Preto | SFS        |
| Canadá    | DCBank Pro Cycling Team                       | DCB        |
| Canadá    | Floyd's Pro Cycling                           | FPC        |
| Canadá    | Probaclac/Devinci                             | PCD        |
| Colômbia  | BetPlay Cycling Team                          | BET        |
| Colômbia  | Coldesportos Bicicletas Strongman             | CBS        |
| Colômbia  | Coldeportes Zenú                              | ECZ        |
| Colômbia  | EPM                                           | EPM        |

| País                 | Nome                             | Código UCI |
| -------------------- | -------------------------------- | ---------- |
| Colômbia             | Equipa Continental Orgullo Paisa | EOP        |
| Colômbia             | GW Shimano                       | GWS        |
| Colômbia             | Medellín                         | MED        |
| República Dominicana | Inteja Imca-Ridea DCT            | DCT        |
| Equador              | Movistar Team Equador            | MTE        |
| México               | Canel's-Specialized              | CAS        |
| Paraguai             | Massi Vivo-Grupo Oresy           | VIV        |
| Estados Unidos       | 303 Project                      | 3Ou3       |
| Estados Unidos       | Aevolo                           | AEV        |
| Estados Unidos       | Arapahoe-Hincapie p/b BMC        | AHB        |
| Estados Unidos       | Elevate-KHS Pro Cycling          | ELV        |
| Estados Unidos       | Team Illuminate                  | ILU        |
| Estados Unidos       | Team Skyline                     | TSL        |
| Estados Unidos       | Wildlife Generation p/b Maxxis   | WGC        |

| País      | Nome                                          | Código UCI |
| --------- | --------------------------------------------- | ---------- |
| Argentina | Associação Civil Mardan                       | ACM        |
| Argentina | Associação Civil Agrupamento Virgen de Fátima | AVF        |
| Argentina | Equipa Continental Municipalidad de Pocito    | EMP        |
| Argentina | Municipalidad de Rawson                       | MRW        |
| Argentina | Sindicato de Empleado Públicos de San Juan    | SEP        |
| Bolívia   | Deprisa Team                                  | DPA        |
| Bolívia   | Start Cycling Team                            | STF        |
| Brasil    | São Francisco Saúde/Klabin/SME Ribeirão Preto | SFS        |
| Canadá    | DCBank Pro Cycling Team                       | DCB        |
| Canadá    | Floyd's Pro Cycling                           | FPC        |
| Canadá    | Probaclac/Devinci                             | PCD        |
| Colômbia  | BetPlay Cycling Team                          | BET        |
| Colômbia  | Coldesportos Bicicletas Strongman             | CBS        |
| Colômbia  | Coldeportes Zenú                              | ECZ        |
| Colômbia  | EPM                                           | EPM        |

| País                 | Nome                             | Código UCI |
| -------------------- | -------------------------------- | ---------- |
| Colômbia             | Equipa Continental Orgullo Paisa | EOP        |
| Colômbia             | GW Shimano                       | GWS        |
| Colômbia             | Medellín                         | MED        |
| República Dominicana | Inteja Imca-Ridea DCT            | DCT        |
| Equador              | Movistar Team Equador            | MTE        |
| México               | Canel's-Specialized              | CAS        |
| Paraguai             | Massi Vivo-Grupo Oresy           | VIV        |
| Estados Unidos       | 303 Project                      | 3Ou3       |
| Estados Unidos       | Aevolo                           | AEV        |
| Estados Unidos       | Arapahoe-Hincapie p/b BMC        | AHB        |
| Estados Unidos       | Elevate-KHS Pro Cycling          | ELV        |
| Estados Unidos       | Team Illuminate                  | ILU        |
| Estados Unidos       | Team Skyline                     | TSL        |
| Estados Unidos       | Wildlife Generation p/b Maxxis   | WGC        |

| País      | Nome                                       | Código UCI |
| --------- | ------------------------------------------ | ---------- |
| Bahrein   | VIB Sports                                 | VIB        |
| Brunei    | Brunei Continental Cycling Team            | BRC        |
| China     | China Continental Team of Gansu Bank       | GCB        |
| China     | Giant Cycling Team                         | MSS        |
| China     | Hengxiang Cycling Team                     | HEN        |
| China     | Jilun Cycling Team                         | JLC        |
| China     | Kunbao Sport Continental Cycling Team      | KBS        |
| China     | Mitchelton-BikeExchange                    | MBE        |
| China     | Ningxia Sports Lottery Livall Cycling Team | NLC        |
| China     | Qinghai Lianshi Sports Cycling Team        | QLS        |
| China     | Shenzhen Xidesheng Cycling Team            | XDS        |
| China     | Taiyuan Miogee Cycling Team                | TMC        |
| Hong Kong | HKSI Pro Cycling Team                      | HKS        |
| Hong Kong | X-Speed United Continental                 | XSU        |
| Indonésia | Customs Cycling Indonesia                  | CCI        |
| Indonésia | KFC Cycling Team                           | KFC        |
| Indonésia | PGN Road Cycling Team                      | PGN        |
| Irão      | Fengsheng Sports DFT Team                  | DFT        |
| Irão      | Foolad Mobarakeh Sepahan                   | FSC        |
| Irão      | Omidnia Mashhad Team                       | OMT        |
| Japão     | Aisan Racing Team                          | AIS        |
| Japão     | Interpro Cycling Academy                   | IPC        |

| País          | Nome                                         | Código UCI |
| ------------- | -------------------------------------------- | ---------- |
| Japão         | Kinan Cycling Team                           | KIN        |
| Japão         | Matrix-Powertag                              | MTR        |
| Japão         | Nasu Blasen                                  | NAS        |
| Japão         | Shimano Racing Team                          | SMN        |
| Japão         | Team Bridgestone Cycling                     | BGT        |
| Japão         | Team Ukyo                                    | UKO        |
| Japão         | Utsonomiya Blitzen                           | BLZ        |
| Cazaquistão   | Apple Team                                   | APL        |
| Cazaquistão   | Astana City                                  | TSE        |
| Cazaquistão   | Veio-Astana Motors                           | VAM        |
| Coreia do Sul | Gapyeong Cycling Team                        | GPC        |
| Coreia do Sul | Geumsan Insam Cello                          | GIC        |
| Coreia do Sul | Korail Cycling Team                          | KCT        |
| Coreia do Sul | KSPO Bianchi Ásia Procycling                 | KSP        |
| Coreia do Sul | LX Cycling Team                              | LXC        |
| Coreia do Sul | Seoul Cycling Team                           | SCT        |
| Coreia do Sul | Uijeongbu Cycling Team                       | UCT        |
| Malásia       | Team Sapura Cycling                          | TSC        |
| Malásia       | Terengganu Inc-TSG Cycling Team              | TSG        |
| Filipinas     | 7Eleven Cliqq-Air 21 by Roadbike Philippines | 7RP        |
| Filipinas     | Go for Gold Philippines                      | G4G        |
| Tailândia     | Thailand Continental Cycling Team            | TCC        |

| País      | Nome                                       | Código UCI |
| --------- | ------------------------------------------ | ---------- |
| Bahrein   | VIB Sports                                 | VIB        |
| Brunei    | Brunei Continental Cycling Team            | BRC        |
| China     | China Continental Team of Gansu Bank       | GCB        |
| China     | Giant Cycling Team                         | MSS        |
| China     | Hengxiang Cycling Team                     | HEN        |
| China     | Jilun Cycling Team                         | JLC        |
| China     | Kunbao Sport Continental Cycling Team      | KBS        |
| China     | Mitchelton-BikeExchange                    | MBE        |
| China     | Ningxia Sports Lottery Livall Cycling Team | NLC        |
| China     | Qinghai Lianshi Sports Cycling Team        | QLS        |
| China     | Shenzhen Xidesheng Cycling Team            | XDS        |
| China     | Taiyuan Miogee Cycling Team                | TMC        |
| Hong Kong | HKSI Pro Cycling Team                      | HKS        |
| Hong Kong | X-Speed United Continental                 | XSU        |
| Indonésia | Customs Cycling Indonesia                  | CCI        |
| Indonésia | KFC Cycling Team                           | KFC        |
| Indonésia | PGN Road Cycling Team                      | PGN        |
| Irão      | Fengsheng Sports DFT Team                  | DFT        |
| Irão      | Foolad Mobarakeh Sepahan                   | FSC        |
| Irão      | Omidnia Mashhad Team                       | OMT        |
| Japão     | Aisan Racing Team                          | AIS        |
| Japão     | Interpro Cycling Academy                   | IPC        |

| País          | Nome                                         | Código UCI |
| ------------- | -------------------------------------------- | ---------- |
| Japão         | Kinan Cycling Team                           | KIN        |
| Japão         | Matrix-Powertag                              | MTR        |
| Japão         | Nasu Blasen                                  | NAS        |
| Japão         | Shimano Racing Team                          | SMN        |
| Japão         | Team Bridgestone Cycling                     | BGT        |
| Japão         | Team Ukyo                                    | UKO        |
| Japão         | Utsonomiya Blitzen                           | BLZ        |
| Cazaquistão   | Apple Team                                   | APL        |
| Cazaquistão   | Astana City                                  | TSE        |
| Cazaquistão   | Veio-Astana Motors                           | VAM        |
| Coreia do Sul | Gapyeong Cycling Team                        | GPC        |
| Coreia do Sul | Geumsan Insam Cello                          | GIC        |
| Coreia do Sul | Korail Cycling Team                          | KCT        |
| Coreia do Sul | KSPO Bianchi Ásia Procycling                 | KSP        |
| Coreia do Sul | LX Cycling Team                              | LXC        |
| Coreia do Sul | Seoul Cycling Team                           | SCT        |
| Coreia do Sul | Uijeongbu Cycling Team                       | UCT        |
| Malásia       | Team Sapura Cycling                          | TSC        |
| Malásia       | Terengganu Inc-TSG Cycling Team              | TSG        |
| Filipinas     | 7Eleven Cliqq-Air 21 by Roadbike Philippines | 7RP        |
| Filipinas     | Go for Gold Philippines                      | G4G        |
| Tailândia     | Thailand Continental Cycling Team            | TCC        |

| País         | Nome                                            | Código UCI |
| ------------ | ----------------------------------------------- | ---------- |
| Áustria      | Hrinkow Advarics Cycleang                       | HAC        |
| Áustria      | Maloja Pushbikers                               | MPB        |
| Áustria      | SPORT.LAND. Niederösterreich Selle SMP-St. Rich | CTN        |
| Áustria      | Team Felbermayr-Simplon Wels                    | RSW        |
| Áustria      | Team Vorarlberg-Santic                          | VBG        |
| Áustria      | Tirol KTM Cycling Team                          | TIR        |
| Bélgica      | Cibel                                           | CIB        |
| Bélgica      | Marlux-Bingoal                                  | MAB        |
| Bélgica      | Pauwels Sauzen-Vastgoedservice Continental Team | PSV        |
| Bélgica      | Tarteletto-Isorex                               | TIS        |
| Bélgica      | Telenet Fidea Lions                             | TFL        |
| Bélgica      | Wallonie-Bruxelles Development Team             | WBD        |
| Bielorrússia | Minsk CC                                        | MCC        |
| Croácia      | Meridiana Kamen Team                            | MKT        |
| Chéquia      | AC Sparta Praha                                 | ACS        |
| Chéquia      | Elkov-Author                                    | ELA        |
| Chéquia      | Tufo-Pardus Prostějov                           | SKC        |
| Dinamarca    | BHS-Almeborg Bornholm                           | ABB        |
| Dinamarca    | Team ColoQuick                                  | TCQ        |
| Dinamarca    | Team Waoo                                       | WAO        |
| Espanha      | Equipa Euskadi                                  | EUK        |
| Espanha      | Kometa Cycling Team                             | KMT        |
| França       | Groupama-FDJ Continental Team                   | CGF        |
| França       | Natura4Ever-Roubaix Lille Métropole             | NRL        |
| França       | Saint Michel-Auber93                            | AUB        |
| Reino Unido  | Canyon dhb p/b Bloor Homes                      | DHB        |
| Reino Unido  | Madison Genesis                                 | MGT        |
| Reino Unido  | Ribble Pro Cycling                              | RPC        |
| Reino Unido  | SwiftCarbon Pro Cycling                         | SCB        |
| Reino Unido  | Team Wiggins Le Col                             | WGN        |
| Reino Unido  | Vitus Pro Cycling p/b Brother UK                | VIT        |
| Alemanha     | Bike Aid                                        | BAI        |
| Alemanha     | Development Team Sunweb                         | DSU        |
| Alemanha     | Heizomat Rad-net.de                             | HRN        |
| Alemanha     | Herrmann Radteam                                | HRR        |
| Alemanha     | LKT Team Brandenburg                            | LKT        |
| Alemanha     | P&S Metalltechnik                               | PUS        |
| Alemanha     | Team Dauner-Akkon                               | TDA        |
| Alemanha     | Team Lotto-Kern Haus                            | LKH        |
| Alemanha     | Team Sauerland NRW p/b SKS Germany              | SVL        |
| Hungria      | Pannon Cycling Team                             | PNN        |
| Irlanda      | EvoPro Racing                                   | EVO        |
| Itália       | Beltrami TSA-Hoppla-Petroli Firenze             | BHP        |
| Itália       | Biesse Carreira                                 | BIC        |

| País          | Nome                                          | Código UCI |
| ------------- | --------------------------------------------- | ---------- |
| Itália        | Cycling Team Friuli ASD                       | CTF        |
| Itália        | D'Amico UM Tools                              | AZT        |
| Itália        | Dimension Data for Qhubeka Continental Team   | DDC        |
| Itália        | Iseo Serrature-Rime-Carnovali                 | IRC        |
| Itália        | Sangemini-trevigiani-mg.kvis                  | SAN        |
| Itália        | Team Colpack                                  | CPK        |
| Letônia       | Amore & Vita-Prodir                           | AMO        |
| Luxemburgo    | Leopard Pro Cycling                           | LPC        |
| Luxemburgo    | Team Differdange-GeBa                         | CCD        |
| Países Baixos | Alecto Cycling Team                           | ALE        |
| Países Baixos | BEAT Cycling Clube                            | BRT        |
| Países Baixos | Metec-TKH Continental Cycling Team p/b Mantel | MET        |
| Países Baixos | Monkey Town-A Block CT                        | MTA        |
| Países Baixos | SEG Racing Academy                            | SEG        |
| Países Baixos | Vlasman CT                                    | VLA        |
| Noruega       | Joker Fuel of Norway                          | JFN        |
| Noruega       | Team Coop                                     | TCO        |
| Noruega       | Uno-X Norwegian Development Team              | UXT        |
| Polónia       | CCC Development Team                          | CDT        |
| Polónia       | Team Hurom                                    | THU        |
| Polónia       | Voster ATS Team                               | VOS        |
| Polónia       | Wibatech Merx                                 | WIB        |
| Portugal      | Ludofoods-Louletano-Aviludo                   | AVL        |
| Portugal      | Efapel                                        | EFP        |
| Portugal      | LA Alumínios                                  | LAA        |
| Portugal      | Miranda-Mortágua                              | MIR        |
| Portugal      | Rádio Popular-Boavista                        | RPB        |
| Portugal      | Sporting-Tavira                               | STA        |
| Portugal      | UD Oliveirense/InOutbuild                     | UIO        |
| Portugal      | Vito-Feirense-Pnb                             | CDF        |
| Roménia       | Giotti Victoria                               | GTV        |
| Roménia       | Team Novak                                    | TNV        |
| Rússia        | Lokosphinx                                    | LOK        |
| Eslovênia     | Adria Mobil                                   | ADR        |
| Eslovênia     | Ljubljana Gusto Santic                        | LGS        |
| Suíça         | Akros-Thömus                                  | AKT        |
| Suíça         | IAM–Excelsior                                 | IAM        |
| Suíça         | Swiss Racing Academy                          | SRA        |
| Eslováquia    | Dukla Banská Bystrica                         | DKB        |
| Suécia        | Memil Pro Cycling                             | MPC        |
| Turquia       | Salcano Sakarya BB Team                       | SBB        |
| Ucrânia       | Ferei Pro Cycling Team                        | FCT        |
| Ucrânia       | Kyiv Capital Team                             | TKC        |
| Ucrânia       | Lviv Cycling Team                             | LCT        |

| País         | Nome                                            | Código UCI |
| ------------ | ----------------------------------------------- | ---------- |
| Áustria      | Hrinkow Advarics Cycleang                       | HAC        |
| Áustria      | Maloja Pushbikers                               | MPB        |
| Áustria      | SPORT.LAND. Niederösterreich Selle SMP-St. Rich | CTN        |
| Áustria      | Team Felbermayr-Simplon Wels                    | RSW        |
| Áustria      | Team Vorarlberg-Santic                          | VBG        |
| Áustria      | Tirol KTM Cycling Team                          | TIR        |
| Bélgica      | Cibel                                           | CIB        |
| Bélgica      | Marlux-Bingoal                                  | MAB        |
| Bélgica      | Pauwels Sauzen-Vastgoedservice Continental Team | PSV        |
| Bélgica      | Tarteletto-Isorex                               | TIS        |
| Bélgica      | Telenet Fidea Lions                             | TFL        |
| Bélgica      | Wallonie-Bruxelles Development Team             | WBD        |
| Bielorrússia | Minsk CC                                        | MCC        |
| Croácia      | Meridiana Kamen Team                            | MKT        |
| Chéquia      | AC Sparta Praha                                 | ACS        |
| Chéquia      | Elkov-Author                                    | ELA        |
| Chéquia      | Tufo-Pardus Prostějov                           | SKC        |
| Dinamarca    | BHS-Almeborg Bornholm                           | ABB        |
| Dinamarca    | Team ColoQuick                                  | TCQ        |
| Dinamarca    | Team Waoo                                       | WAO        |
| Espanha      | Equipa Euskadi                                  | EUK        |
| Espanha      | Kometa Cycling Team                             | KMT        |
| França       | Groupama-FDJ Continental Team                   | CGF        |
| França       | Natura4Ever-Roubaix Lille Métropole             | NRL        |
| França       | Saint Michel-Auber93                            | AUB        |
| Reino Unido  | Canyon dhb p/b Bloor Homes                      | DHB        |
| Reino Unido  | Madison Genesis                                 | MGT        |
| Reino Unido  | Ribble Pro Cycling                              | RPC        |
| Reino Unido  | SwiftCarbon Pro Cycling                         | SCB        |
| Reino Unido  | Team Wiggins Le Col                             | WGN        |
| Reino Unido  | Vitus Pro Cycling p/b Brother UK                | VIT        |
| Alemanha     | Bike Aid                                        | BAI        |
| Alemanha     | Development Team Sunweb                         | DSU        |
| Alemanha     | Heizomat Rad-net.de                             | HRN        |
| Alemanha     | Herrmann Radteam                                | HRR        |
| Alemanha     | LKT Team Brandenburg                            | LKT        |
| Alemanha     | P&S Metalltechnik                               | PUS        |
| Alemanha     | Team Dauner-Akkon                               | TDA        |
| Alemanha     | Team Lotto-Kern Haus                            | LKH        |
| Alemanha     | Team Sauerland NRW p/b SKS Germany              | SVL        |
| Hungria      | Pannon Cycling Team                             | PNN        |
| Irlanda      | EvoPro Racing                                   | EVO        |
| Itália       | Beltrami TSA-Hoppla-Petroli Firenze             | BHP        |
| Itália       | Biesse Carreira                                 | BIC        |

| País          | Nome                                          | Código UCI |
| ------------- | --------------------------------------------- | ---------- |
| Itália        | Cycling Team Friuli ASD                       | CTF        |
| Itália        | D'Amico UM Tools                              | AZT        |
| Itália        | Dimension Data for Qhubeka Continental Team   | DDC        |
| Itália        | Iseo Serrature-Rime-Carnovali                 | IRC        |
| Itália        | Sangemini-trevigiani-mg.kvis                  | SAN        |
| Itália        | Team Colpack                                  | CPK        |
| Letônia       | Amore & Vita-Prodir                           | AMO        |
| Luxemburgo    | Leopard Pro Cycling                           | LPC        |
| Luxemburgo    | Team Differdange-GeBa                         | CCD        |
| Países Baixos | Alecto Cycling Team                           | ALE        |
| Países Baixos | BEAT Cycling Clube                            | BRT        |
| Países Baixos | Metec-TKH Continental Cycling Team p/b Mantel | MET        |
| Países Baixos | Monkey Town-A Block CT                        | MTA        |
| Países Baixos | SEG Racing Academy                            | SEG        |
| Países Baixos | Vlasman CT                                    | VLA        |
| Noruega       | Joker Fuel of Norway                          | JFN        |
| Noruega       | Team Coop                                     | TCO        |
| Noruega       | Uno-X Norwegian Development Team              | UXT        |
| Polónia       | CCC Development Team                          | CDT        |
| Polónia       | Team Hurom                                    | THU        |
| Polónia       | Voster ATS Team                               | VOS        |
| Polónia       | Wibatech Merx                                 | WIB        |
| Portugal      | Ludofoods-Louletano-Aviludo                   | AVL        |
| Portugal      | Efapel                                        | EFP        |
| Portugal      | LA Alumínios                                  | LAA        |
| Portugal      | Miranda-Mortágua                              | MIR        |
| Portugal      | Rádio Popular-Boavista                        | RPB        |
| Portugal      | Sporting-Tavira                               | STA        |
| Portugal      | UD Oliveirense/InOutbuild                     | UIO        |
| Portugal      | Vito-Feirense-Pnb                             | CDF        |
| Roménia       | Giotti Victoria                               | GTV        |
| Roménia       | Team Novak                                    | TNV        |
| Rússia        | Lokosphinx                                    | LOK        |
| Eslovênia     | Adria Mobil                                   | ADR        |
| Eslovênia     | Ljubljana Gusto Santic                        | LGS        |
| Suíça         | Akros-Thömus                                  | AKT        |
| Suíça         | IAM–Excelsior                                 | IAM        |
| Suíça         | Swiss Racing Academy                          | SRA        |
| Eslováquia    | Dukla Banská Bystrica                         | DKB        |
| Suécia        | Memil Pro Cycling                             | MPC        |
| Turquia       | Salcano Sakarya BB Team                       | SBB        |
| Ucrânia       | Ferei Pro Cycling Team                        | FCT        |
| Ucrânia       | Kyiv Capital Team                             | TKC        |
| Ucrânia       | Lviv Cycling Team                             | LCT        |

| País      | Nome                                        | Código UCI |
| --------- | ------------------------------------------- | ---------- |
| Austrália | Drapac-Cannondale Holistic Development Team | DCC        |
| Austrália | Futuro-Maxxis Pro Cycling                   | FMP        |
| Austrália | Oliver's Real Food Racing                   | OLI        |
| Austrália | Pro Racing Sunshine Coast                   | ACA        |
| Austrália | St George Continental Cycling Team          | STG        |
| Austrália | Team BridgeLane                             | BLN        |

| Precedido por Equipas ciclistas Continentais-Temporada de 2018 | Equipas ciclistas Continentais 2019 | Sucedido por Equipas ciclistas Continentais-Temporada de 2020 |

| País      | Nome                                        | Código UCI |
| --------- | ------------------------------------------- | ---------- |
| Austrália | Drapac-Cannondale Holistic Development Team | DCC        |
| Austrália | Futuro-Maxxis Pro Cycling                   | FMP        |
| Austrália | Oliver's Real Food Racing                   | OLI        |
| Austrália | Pro Racing Sunshine Coast                   | ACA        |
| Austrália | St George Continental Cycling Team          | STG        |
| Austrália | Team BridgeLane                             | BLN        |

| Precedido por Equipas ciclistas Continentais-Temporada de 2018 | Equipas ciclistas Continentais 2019 | Sucedido por Equipas ciclistas Continentais-Temporada de 2020 |